# Cutremurul din Samoa (2009)
Cutremurul din Samoa din 2009 a fost un cutremur de 8.0 grade pe scara magnitudinii de moment care a lovit Insulele Samoa pe 29 septembrie 2009, 06:48:11 ora locală (17:48:11 UTC).